# Ноєндорф-Заксенбанде
Ноєндорф-Заксенбанде (нім. Neuendorf-Sachsenbande) — сільська громада в Німеччині, розташована в землі Шлезвіг-Гольштейн. Входить до складу району Штайнбург. Складова частина об'єднання громад Вільстермарш.
Площа — 19,31 км2. Населення становить 436 ос. (станом на 31 грудня 2020).

## Галерея

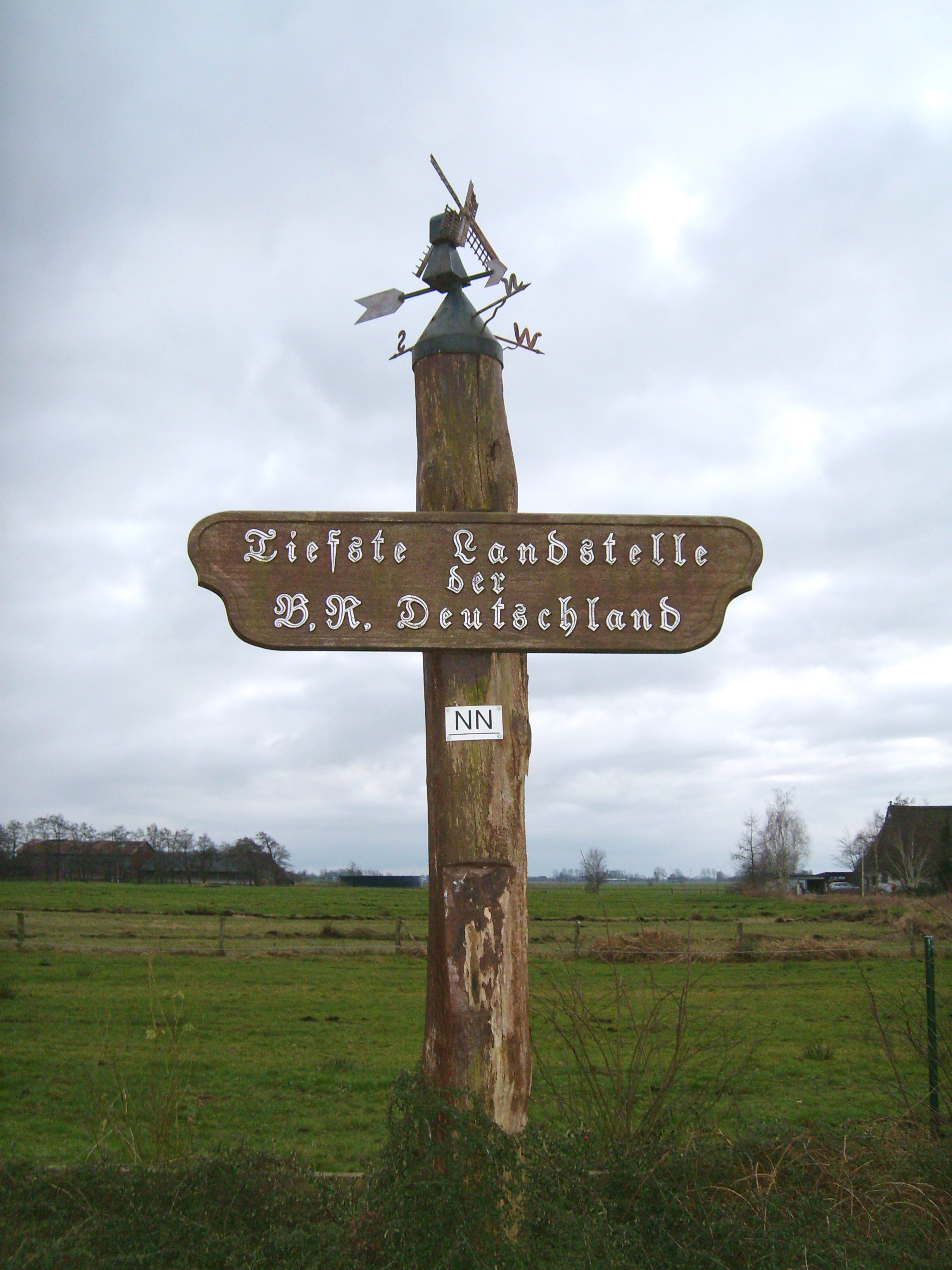
links
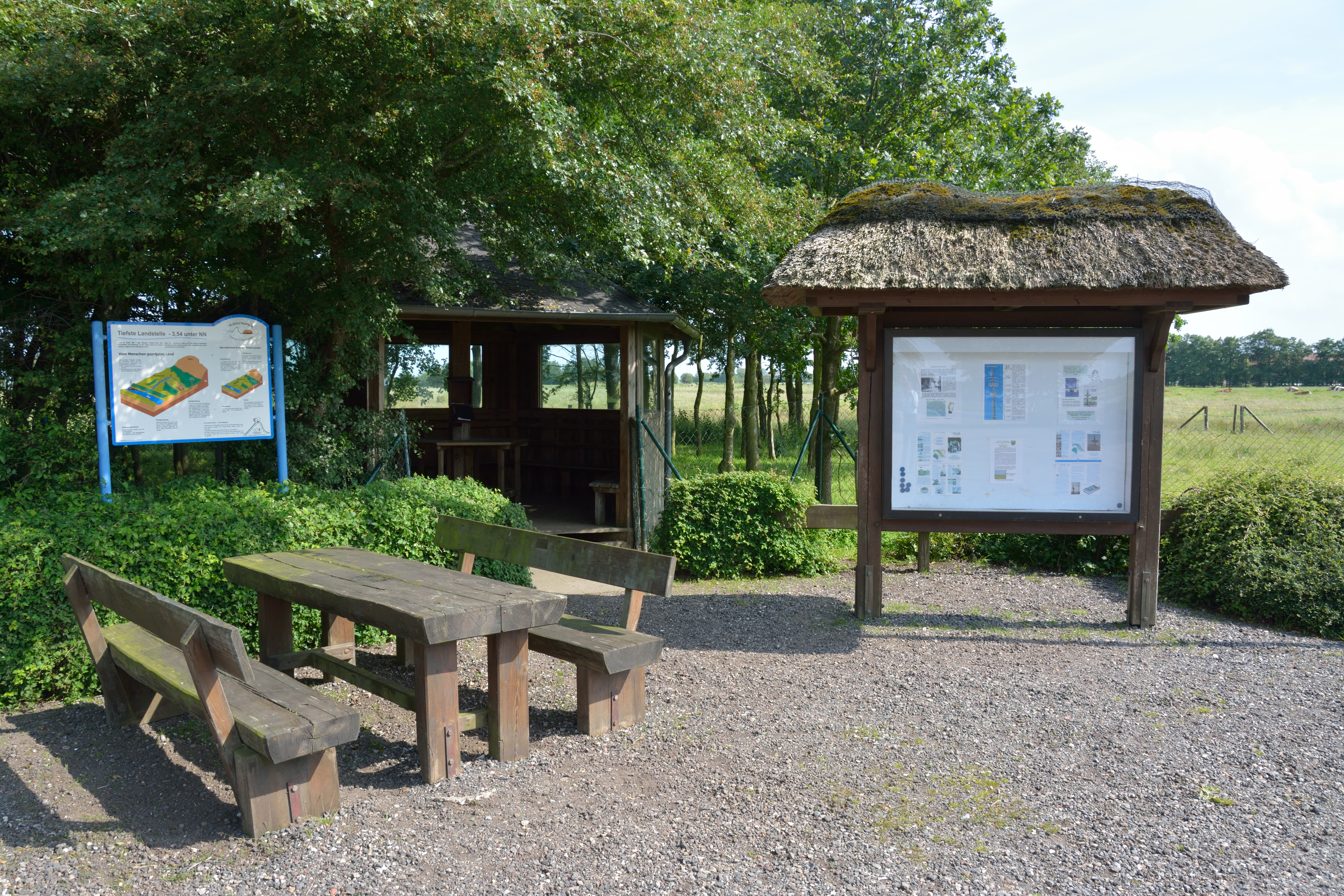
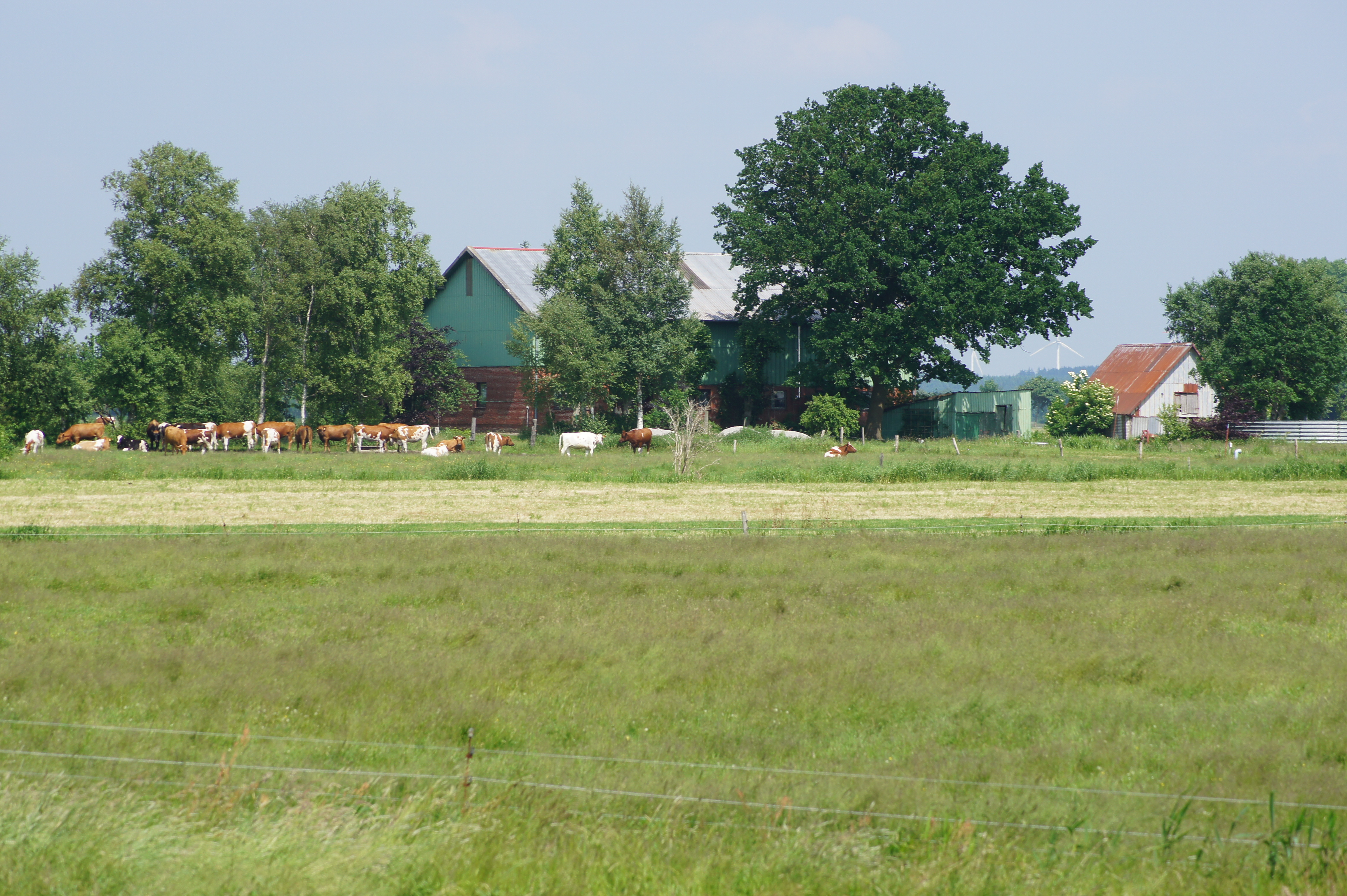